# Episodi di The White Lotus (prima stagione)
La prima stagione della serie televisiva The White Lotus è stata trasmessa sul canale statunitense HBO dall'11 luglio al 15 agosto 2021.
In Italia, la stagione è andata in onda in prima visione sul canale satellitare Sky Atlantic dal 30 agosto al 13 settembre 2021.
Il cast principale di questa stagione è composto da: Murray Bartlett, Connie Britton, Jennifer Coolidge, Alexandra Daddario, Fred Hechinger, Jake Lacy, Brittany O'Grady, Natasha Rothwell, Sydney Sweeney, Steve Zahn e Molly Shannon.

Sigla della prima stagione

| nº | Titolo originale   | Titolo italiano      | Prima TV USA   | Prima TV Italia   |
| -- | ------------------ | -------------------- | -------------- | ----------------- |
| 1  | Arrivals           | L'arrivo             | 11 luglio 2021 | 30 agosto 2021    |
| 2  | New Day            | Un nuovo giorno      | 18 luglio 2021 | 30 agosto 2021    |
| 3  | Mysterious Monkeys | Come scimmie         | 25 luglio 2021 | 6 settembre 2021  |
| 4  | Recentering        | Nuovi equilibri      | 1º agosto 2021 | 6 settembre 2021  |
| 5  | The Lotus-Eaters   | I mangiatori di loto | 8 agosto 2021  | 13 settembre 2021 |
| 6  | Departures         | La partenza          | 15 agosto 2021 | 13 settembre 2021 |

## L'arrivo
- Titolo originale: Arrivals
- Diretto da: Mike White
- Scritto da: Mike White

### Trama
In un flashforward Shane Patton osserva mentre una bara viene caricata su un aereo. Sette giorni prima, una serie di ricchi ospiti arrivano al resort White Lotus a Maui, isola delle Hawaii. Vengono accolti dal direttore Armond e dalla sua dipendente incinta Lani. Shane e Rachel arrivano per la loro luna di miele. Invece di concentrarsi sulla novella sposa, Shane si fissa su un errore di prenotazione, facendo sì che Rachel metta in dubbio la loro relazione. Tanya McQuoid, un'altra ricca ospite, che è venuta per spargere le ceneri di sua madre, è alla disperata ricerca di un massaggio, ma la spa è al completo. Belinda, la direttrice della spa, la guida invece in un canto cerimoniale. Giunge al resort anche una ricca famiglia, con due figli spesso in disaccordo e un'amica della figlia. La moglie, Nicole Mossbacher, discute con suo marito Mark sulla sua potenziale diagnosi di cancro; Mark decide di trascorrere del tempo con il figlio Quinn. La loro figlia Olivia e la sua amica Paula si rilassano a bordo piscina e fanno commenti sprezzanti su Rachel, una scrittrice professionista di listicle. Le acque di Lani si rompono, ma Armond la ignora: Lani inizia a partorire mentre gli ospiti cenano. Mark riceve una chiamata dal suo medico, ma la segretaria le dice che non è più raggiungibile prima che apprenda la sua diagnosi. Rachel e Shane accettano di lasciarsi alle spalle il conflitto della giornata e di riprendere la loro luna di miele.
- Guest star: Jolene Purdy (Lani), Kekoa Scott Kekumano (Kai), Lukas Gage (Dillon).
- Ascolti USA: telespettatori 420.000 – rating 18-49 anni 0,08%[5]

## Un nuovo giorno
- Titolo originale: New Day
- Diretto da: Mike White
- Scritto da: Mike White

### Trama
Mark è euforico quando la sua diagnosi di cancro risulta negativa, ma cambia repentinamente il suo stato d'animo quando apprende da suo zio che suo padre non è morto di cancro, ma di AIDS. Inoltre l'uomo ha vissuto una doppia vita da omosessuale; il suggerimento di Olivia che il suo orientamento sessuale non rifletta la sua mascolinità è accolto male dal padre. Shane chiama sua madre per chiedere al loro agente di viaggio di rimproverare Armond per l'errore di prenotazione. Rachel pensa di accettare un nuovo incarico di scrittura, ma Shane insiste sul fatto che non debba lavorare di nuovo, avendo sposato un uomo proveniente da una famiglia molto ricca. Rachel incontra Nicole, che le consiglia di mantenere la sua indipendenza. Tuttavia, quando Nicole viene a sapere che Rachel ha scritto un articolo su una rivista in cui la menziona, Nicole critica aspramente il suo lavoro, facendo sì che Rachel metta ulteriormente in discussione la sua carriera. Dopo altri tormenti da parte di Shane per convincere la moglie ad abbandonare il lavoro, Rachel rifiuta l'incarico. Olivia e Paula si divertono facendo uso di droga sulla spiaggia finché non vengono avvicinate da Tanya. A causa della pesantezza della donna, le due ragazze se ne vanno, dimenticando però la borsa di Paula contenente le droghe. La borsa viene consegnata ad Armond, che la conserva per sé invece di metterla negli oggetti smarriti. L'uomo usa le droghe a causa del suo stress, nonostante sia un tossicodipendente in riabilitazione. Olivia diventa gelosa quando vede Paula flirtare con Kai, un impiegato dell'hotel. Tanya invita Belinda a cena e si offre di finanziare una propria attività di benessere, cosa che Belinda accoglie con favore. Quando Quinn viene cacciato dalla stanza d'albergo da Olivia, decide di andare in spiaggia dove osserva con emozione un gruppo di balene che saltano nell'oceano.
- Guest star: Kekoa Scott Kekumano (Kai).
- Ascolti USA: telespettatori 459.000 – rating 18-49 anni 0,06%[6]

## Come scimmie
- Titolo originale: Mysterious Monkeys
- Diretto da: Mike White
- Scritto da: Mike White

### Trama
Mentre gli ospiti del White Lotus si svegliano per la giornata, Paula nasconde ad Olivia il suo appuntamento con Kai, lasciando Olivia sempre più sospettosa. Il cellulare, il tablet e la Switch di Quinn vengono portati via dalle onde mentre lui dormiva sulla riva. Shane e Rachel fanno sesso, ma Rachel è preoccupata che il loro matrimonio sia basato sull'attrazione fisica e sessuale di Shane per lei. E sospetta che l'uomo non sia interessato alla sua personalità e al suo carattere. Per consolarla, Shane organizza una cena romantica con la moglie, ma Armond, stanco delle incessanti lamentele di Shane, consiglia per la loro cena un giro in barca al tramonto, senza rivelare che Tanya l'ha noleggiata per spargere le ceneri di sua madre nell'oceano. Ciò di sicuro rovinerebbe la cena romantica, dato che Tanya aveva avvisato Armond che la situazione sarà molto drammatica in barca. Tanya ingenuamente crede che i due giovani si siano uniti a lei per sostenerla, e il disagio che ne deriva fa infuriare Shane, che vuole a tutti i costi lamentarsi con Armond. Intanto Mark, rimasto sconvolto dalla scoperta su suo padre, si ubriaca sempre di più, facendo discorsi imbarazzanti davanti a suo figlio e provandoci con due ragazze del resort. La sera poi tenta di fare sesso con sua moglie, con un approccio discutibile, ma viene respinto dalla donna. Anche Armond, dopo aver preso i farmaci sottratti dalla borsa di Paula, comincia a bere, ritornando alla sua dipendenza dopo esser rimasto sobrio per cinque anni. In seguito flirta con Dillon, un suo dipendente, e rivela a Mark di essere gay, proponendosi anche a Mark quando quest'ultimo esprime la sua curiosità per il sesso anale. Mentre gli ospiti tornano nelle loro camere, Olivia segue Paula e vede lei e Kai fare sesso.
- Guest star: Kekoa Scott Kekumano (Kai), Lukas Gage (Dillon).
- Ascolti USA: telespettatori 478.000 – rating 18-49 anni 0,11%[7]

## Nuovi equilibri
- Titolo originale: Recentering
- Diretto da: Mike White
- Scritto da: Mike White

### Trama
Quinn si sveglia di nuovo sulla spiaggia e vede un gruppo di hawaiani praticare canottaggio e portare a riva la loro canoa; si presenta a loro nel tardo pomeriggio. Tanya informa Olivia e Paula che il loro zaino l'ha dato lei ad Armond e, quando le due lo affrontano, l'uomo decide di restituirlo; tuttavia, Armond cambia idea e decide di prendere i farmaci e restituire lo zaino senza di essi, dopo che Shane chiede con rabbia di parlare con il capo di Armond, facendolo infuriare. Tanya e Belinda hanno in programma di cenare insieme per discutere del centro benessere che dovrebbero aprire per permettere a Belinda di avere un'attività propria, ma Tanya rimanda la cena quando Greg, un pescatore che soggiorna nella stanza accanto, le chiede di uscire. Kitty, la madre di Shane, arriva al White Lotus per fare una sorpresa al figlio, con grande dispiacere di Rachel, turbata dall'eccessiva invadenza della suocera. Mark, durante una delle loro immersioni, rivela a suo figlio Quinn di aver tradito sua madre Nicole. La sera, a cena, Quinn conferma inconsapevolmente di essere a conoscenza della relazione di Mark davanti a Nicole. Armond invita Dillon nel suo ufficio per drogarsi e fare sesso in cambio di soldi. Quando Shane scopre che Armond gli ha dato un numero di telefono falso per il suo capo, si precipita nel suo ufficio e si imbatte in Armond che pratica del sesso orale a Dillon.
- Guest star: Jon Gries (Greg Hunt), Kekoa Scott Kekumano (Kai), Lukas Gage (Dillon).
- Ascolti USA: telespettatori 515.000 – rating 18-49 anni 0,14%[8]

## I mangiatori di loto
- Titolo originale: The Lotus-Eaters
- Diretto da: Mike White
- Scritto da: Mike White

### Trama
Dopo essere stato sorpreso da Shane a fare sesso con Dillon, Armond è costretto a trasferire Shane e Rachel nella Pineapple Suite gratuitamente, per evitare ripercussioni. Dopo essersi confrontata con Kitty, Rachel inizia a preoccuparsi di essere diventata una moglie trofeo, con cui stare solo per l'aspetto fisico, e inizia a nutrire dei nuovi dubbi sul suo matrimonio con Shane. Belinda cerca di convincere Tanya a esaminare la sua proposta d'affari riguardo al centro benessere, ma Tanya è più interessata all'idea che Greg otrebbe farsi di lei. Tanya ammette a Greg di essere un disastro emotivo, ma lui resta imperterrito, sembra non interessargli più di tanto questo aspetto. Quinn si diverte a remare con un gruppo di gente del posto. Paula convince Kai a rubare un paio di costosi braccialetti a Nicole, così da poter pagare una causa contro l'hotel, che da anni sfrutta la gente del posto per fare divertire i ricchi ospiti. Nicole rimprovera Mark per aver confessato la sua relazione extraconiugale a Quinn. Mentre tutta la famiglia Mossbacher si prepara a fare delle immersioni nell'oceano, Nicole è sopraffatta dalla mancanza di rispetto che la famiglia nutre per lei, nonostante sia sempre lei a provvedere a loro. Irata, decide di ritornare in hotel, con Mark che poco dopo la segue. Ciò avviene proprio mentre Kai è nella loro camera d'albergo cercando di rubare i braccialetti. Il ragazzo attacca Nicole, ma arriva Mark che riesce a salvarla, venendo picchiato da Kai, che riesce a scappare coi gioielli appena rubati. L'hotel, visto l'accaduto, paga loro l'intero soggiorno. Mark ottiene finalmente il rispetto di Nicole e dei loro figli, avendo salvato la donna, ma Olivia sospetta che Paula sia coinvolta nella rapina.
- Guest star: Jon Gries (Greg Hunt), Kekoa Scott Kekumano (Kai), Lukas Gage (Dillon), Alec Merlino (Hutch), Christie Leigh Volkmer (Christie).
- Ascolti USA: telespettatori 541.000 – rating 18-49 anni 0,11%[8]

## La partenza
- Titolo originale: Departures
- Diretto da: Mike White
- Scritto da: Mike White

### Trama
Rachel confessa a Shane di essersi pentita di averlo sposato, e lo accusa di essere un bambino viziato per aver passato l'intera vacanza a discutere sulla camera, facendosi poi aiutare dalla madre. Tanya decide di rimanere con Greg, nonostante l'uomo gli confessa della sua malattia terminale. Tanya poi dice a Belinda che vuole porre fine alla sua dipendenza dalle relazioni transazionali, lasciandole solo una grossa somma di denaro, senza voler proseguire col progetto del centro benessere. Infine riesce finalmente a gettare in acqua le ceneri di sua madre. Sconsolata e affranta, Belinda è costretta ad abbandonare il suo piano aziendale. Kai viene arrestato e i gioielli rubati dei Mossbacher vengono recuperati, confermando i sospetti di Olivia su Paula. Paula ammette il suo coinvolgimento nella rapina, ma accusa Olivia di non essere una ribelle, ma di essere solo una privilegiata, come il resto della sua famiglia e il resto degli ospiti del resort. Le due in seguito si riconciliano quando Paula esprime il suo rammarico e dispiacere per quanto commesso. Quinn rivela ai suoi genitori di voler rimanere sull'isola per unirsi ai canoisti locali, cosa che i due genitori respingono a titolo definitivo. Shane viene a sapere della rapina mentre parla con i Mossbacher, dunque chiama il suo agente di viaggio, che informa il superiore di Armond della sua cattiva gestione della situazione. Il superiore allora fa licenziare Armond dal White Lotus. Armond trascorre la sua ultima giornata di lavoro drogandosi pesantemente con le rimanenti droghe che aveva sottratto a Olivia e Paula. Quella notte, dopo aver servito la cena, Armond si intrufola nella suite di Shane e defeca nella sua valigia. Tuttavia, Shane ritorna prima che Armond possa andarsene. Percependo un intruso, Shane si arma con un coltello da ananas e inavvertitamente accoltella Armond, uccidendolo. Il corpo di Armond viene caricato sul volo di ritorno degli ospiti, ma nei confronti di Shane non viene mossa alcuna accusa. Rachel raggiunge l'aeroporto e decide di stare con Shane, dicendo che lei sarà felice con lui. Quinn fugge dall'aeroporto dopo che il resto della sua famiglia è salito sull'aereo e si unisce ai canoisti hawaiani.
- Guest star: Jon Gries (Greg Hunt), Lukas Gage (Dillon).
- Ascolti USA: telespettatori 850.000 – rating 18-49 anni 0,17%[9]